# Batalha de Guadalajara
Na Batalha de Guadalajara (8 a 23 de março de 1937) o Exército Republicano derrotou as forças nacionalistas italianas que tentavam cercar Madri durante a Guerra Civil Espanhola. As forças nacionalistas envolvidas na batalha de Guadalajara foram principalmente o Corpo Truppe Volontarie italiano (CTV).
A batalha começou com uma ofensiva italiana no dia 8 de março. Esta ofensiva foi interrompida em 11 de março. Entre 12 de março e 14 de março os ataques italianos foram renovados e apoiados por unidades nacionalistas espanholas, estes foram interrompidos também devido a forte resistência republicana. Os republicanos lançaram com sucesso sua contra-ofensiva nos dias de 18 março a 23 março.